# إليزابيث هاوس
إليزابيث هاوس (بالإنجليزية: Elizabeth Hawes)‏ هي مصممة أزياء وكاتِبة وصحفية أمريكية، ولدت في 16 ديسمبر 1903 في ريدجوود في الولايات المتحدة، وتوفيت في 6 سبتمبر 1971 في نيويورك في الولايات المتحدة.